# Gossypium irenaeum
Gossypium irenaeum är en malvaväxtart som beskrevs av Frederick Lewis Lewton. Gossypium irenaeum ingår i släktet bomull, och familjen malvaväxter. Inga underarter finns listade i Catalogue of Life.